# Saint-Germain-de-Confolens
Saint-Germain-de-Confolens is een voormalige gemeente in het Franse departement Charente in de regio Nouvelle-Aquitaine en telt 93 inwoners (2009). De plaats maakt deel uit van de gemeente Confolens. 

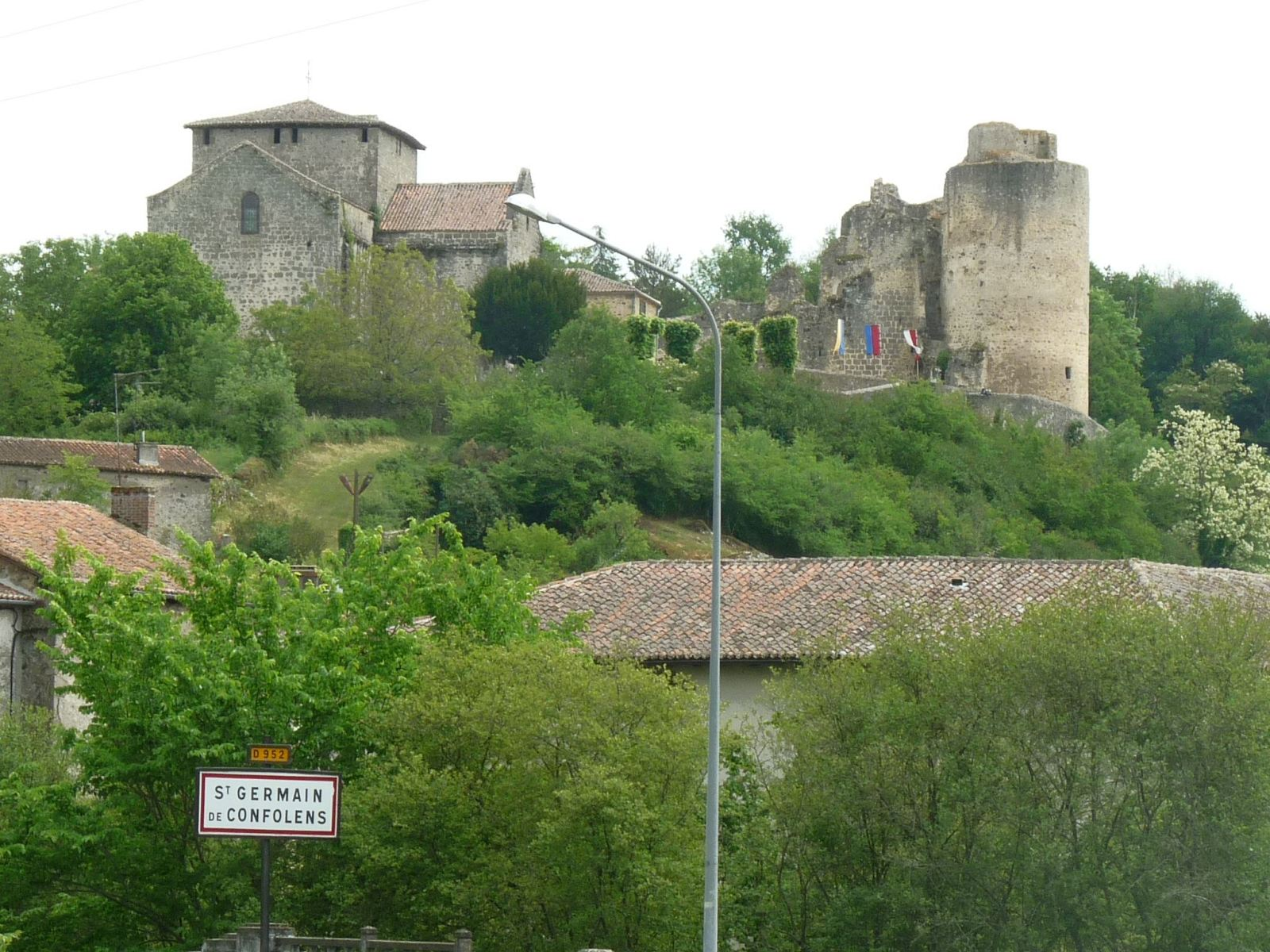
Saint-Germain-de-Confolens
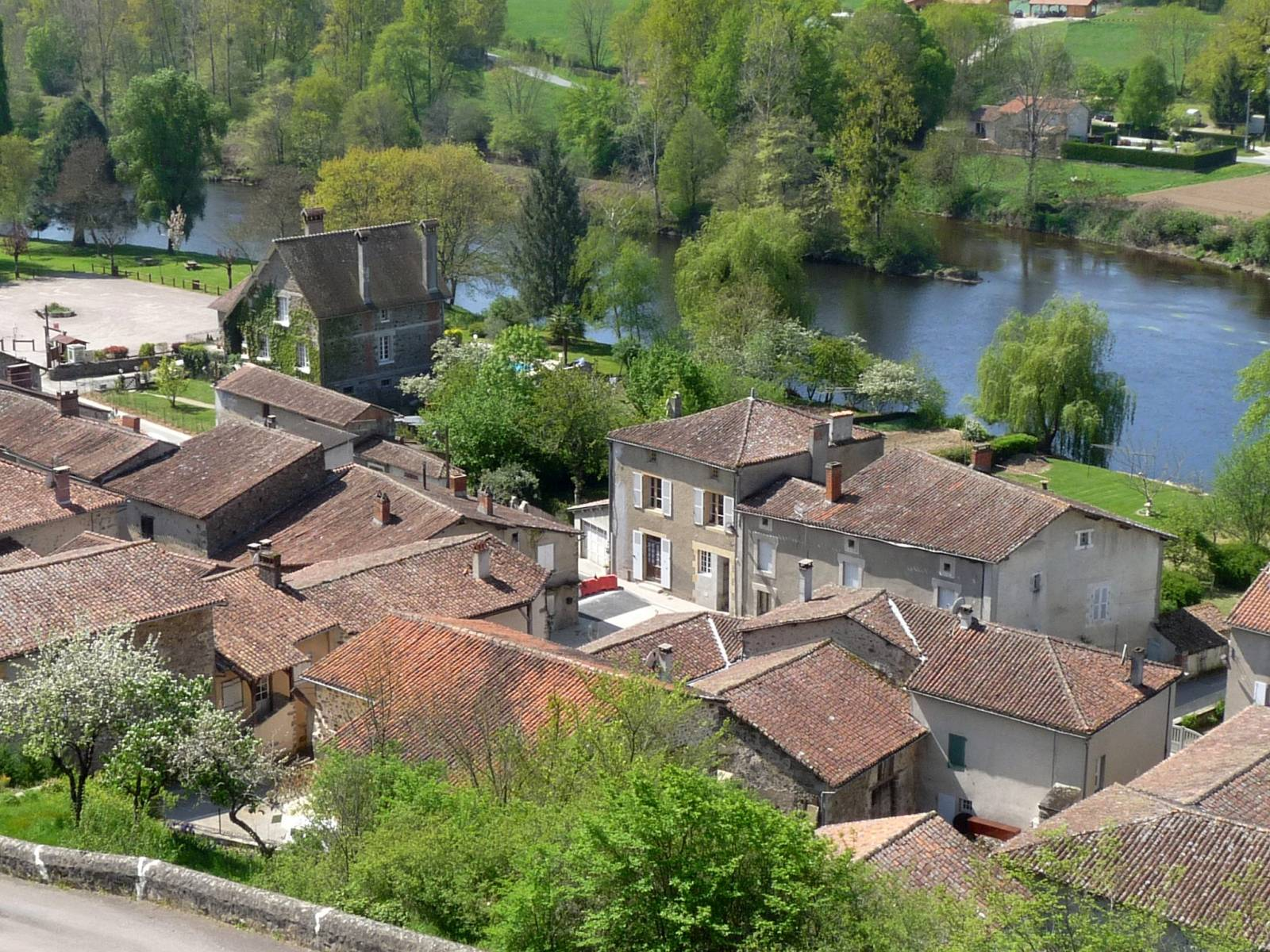
Saint-Germain-de-Confolens
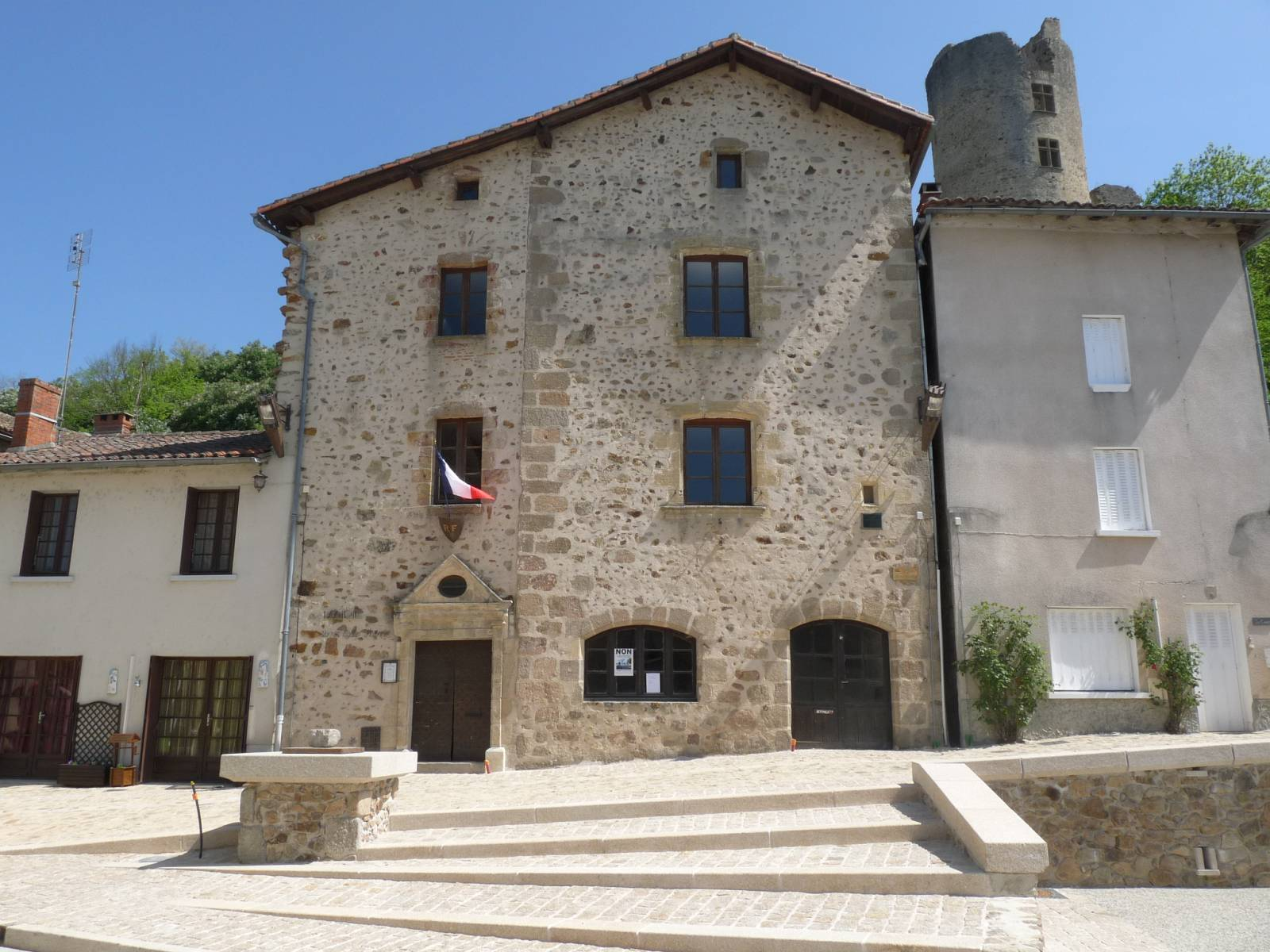
Voormalig gemeentehuis

## Geschiedenis
De plaats is ontstaan bij een kasteel, dat afhing van de graven van Chabanais. Saint-Germain werd een baronie. Tijdens de godsdienstoorlogen in de 16e eeuw werd het kasteel tot twee maal ingenomen, eerst door hugenoten, daarna door aanhangers van de Heilige Liga. De plaats kende verschillende leerlooierijen. Tijdens de 19e eeuw werden de stadsmuren van Saint-Germain-de-Confolens en een groot deel van het kasteel afgebroken en kwam er een veemarkt. De gemeente is op 1 januari 2016 gefuseerd met de gemeente Confolens.

## Geografie
De oppervlakte van Saint-Germain-de-Confolens bedraagt 4,7 km², de bevolkingsdichtheid is dus 19,8 inwoners per km². De Vienne stroomt door Saint-Germain-de-Confolens.
De onderstaande kaart toont de ligging van Saint-Germain-de-Confolens met de belangrijkste infrastructuur en aangrenzende gemeenten.

## Demografie
In de 2e helft van de 19e eeuw telde Saint-Germain-de-Confolens tot 390 inwoners. Bij de fusie in 2016 waren dat er nog maar zo'n 90.
Onderstaande figuur toont het verloop van het inwonertal.

## Toeristenindustrie
Saint Germain de Confolens beschikt over een gîte communal, een chambre d'hote en een camping. Daarnaast is er nog een postagentschap dat vijf dagdelen per week geopend is.